# Mas Masdexeixars
El Mas Masdexeixars és un edifici d'Olot (Garrotxa) protegit com a Bé Cultural d'Interès Local.

## Descripció
Es tracta d'una casa senyorial tradicional i històrica del Pla de Dalt, de volums simples amb un cos principal i un de lateral amb galeria afegida a llevant. Façana amb composició molt simple i carreus de pedra en algunes obertures i cantonades. Murs de pedra amb voltes a la planta baixa, amb porta d'accés a la façana sud. Planta noble organitzada a partir de la gran sala, amb galeria tancada a la façana oest. Una data de 1870, en un carreu a la cantonada sud-oest indica possiblement el segle quan fou arranjada en la seva forma actual i les petites reformes a l'eixida sobre les cavallerisses, no han desvirtuat aquest gran mas del segle xvii.